# FI Большого Пса
FI Большого Пса (лат. FI Canis Majoris) — одиночная переменная звезда в созвездии Большого Пса на расстоянии приблизительно 2158 световых лет (около 662 парсеков) от Солнца. Видимая звёздная величина звезды — от +13,2m до +12,2m.

## Характеристики
FI Большого Пса — вращающаяся переменная звезда типа BY Дракона (BY:).